# U.S. Route 421
La U.S. Route 421 (US 421) est une US Route auxiliaire de la US 21 formant une diagonale en Caroline du Nord, au Tennessee, en Virginie, au Kentucky et en Indiana. La route parcourt 941 miles (1 514 km) depuis Fort Fisher, Caroline du Nord jusqu'à la US 20 à Michigan City, Indiana.

## Description du tracé
|       | mi     | km       |
| ----- | ------ | -------- |
| NC    | 328,00 | 528,00   |
| TN    | 43,40  | 69,80    |
| VA    | 69,23  | 111,41   |
| KY    | 272,40 | 438,40   |
| IN    | 232,00 | 373,37   |
| Total | 941,00 | 1 514,00 |

### Caroline du Nord
La US 421 débute près de Fort Fisher et longe les plages du sud-est de la Caroline du Nord jusqu'à Wilmington. Elle adopte alors une orientation vers le nord-ouest en passant par Clinton, Dunn, Lillington, Sanford et Siler City pour atteindre la région de Piedmont Triad. Au sud de Greensboro, elle rejoint l'I-85 vers l'ouest. À la jonction avec l'I-73, la US 421 change d'autoroute et rejoint cette dernière jusqu'à la jonction avec l'I-40 / I-840, où la US 421 rejoint l'I-40 vers l'ouest. Le multiplex prend fin au sud-est de Kernersville et la US 421 poursuit son trajet seule et sous forme autoroutière. Elle traverse la ville de Winston-Salem d'est en ouest et continue son trajet vers l'ouest. Après la jonction avec l'I-40, elle traverse des zones plus rurales. Elle passe par Lewisville, Yadkinville, Wilkesboro et Boone. Elle y forme un multiplex avec la US 321 jusqu'à Vilas et bifurque vers le nord. Elle passe par Silverstone avant d'atteindre la frontière du Tennessee.

### Tennessee
La US 421 entre au Tennessee à Trade. Elle se dirige vers le nord et bifurque progressivement vers le nord-ouest. Elle traverse deux chaînes de montagne à son entrée dans l'état. Elle atteint Mountain City et, après avoir passé par la ville, elle entre dans les chaînes montagneuses en passant par Shady Valley. Le segment de 30 miles (48 km) jusqu'à Holston Valley compte plus de 400 virages, certains serrés. Après la seconde chaîne de montagnes, la route entre en terrain plus plat en direction de Bristol. À Bristol, elle rejoint la US 11E / US 19 et atteint la frontière de la Virginie.

### Virginie
La US 421 entre en Virginie à Bristol. À l'intersection entre la US 11E / US 19 / US 421, la US 11W et la US 11, la US 421 rejoint la US 11W vers le sud-ouest sur Euclid Avenue. À l'intersection avec State Street, elle bifurque vers le nord-ouest et, à la jonction avec l'I-81 / US 58, elle rejoint la US 58 et la route se dirige vers l'ouest. Elle passe par Weber City et Duffield. Au sud-est de Woodway, les routes se séparent et la US 421 passe par Pennington Gap avant d'atteindre la frontière du Kentucky.

### Kentucky
La route entre au Kentucky près de Cawood. Elle passe par cette ville, puis Harlan et Hyden, au nord. À Hyden, elle bifurque vers l'ouest. Elle se rend à Manchester en étant plus ou moins parallèle à la Hal Rogers Parkway. À Manchester, elle bifurque vers le nord jusqu'à Burning Springs, puis, vers le nord-ouest. Elle passe par Tyner, McKee et Richmond, où elle forme un multiplex avec la US 25. Le multiplex longe l'I-75 jusqu'à la rivière Kentucky, où il la rejoint pour traverser la rivière. Après l'avoir traversée, la US 25 / US 421 la quitte et entre dans les limites sud-est de Lexington. Les routes sont rejointes par la US 60 et traversent le centre-ville de Lexington. Après que les routes se soient séparées, la US 421 quitte la ville par le nord-ouest. À l'est de Midway, la US 421 rencontre la US 62 et les routes se rendent ensemble à Midway. Après qu'elle se sont séparées, la US 421 continue son trajet vers l'ouest jusqu'à Frankfort où elle forme un court multiplex avec la US 60.
Après avoir contourné la ville, la US 421 la quitte vers le nord-ouest. Elle atteint New Castle, Campbellsburg, Bedford et Milton. À Milton, elle atteint la rivière Ohio. C'est celle-ci qui forme la frontière avec l'Indiana.

### Indiana
La US 421 entre en Indiana à Madison et se dirige vers le nord. Elle atteint Versailles et bifurque vers le nord-ouest. À Greensburg, elle rejoint l'I-74 et les routes forment un multiplex vers le nord-ouest jusqu'à Indianapolis. Sur leur trajet, elles passent par Shelbyville. À l'origine, la US 421 empruntait Southeastern Avenue jusqu'au centre-ville d'Indianapolis où elle rejoignait la US 40 (Washington Street) jusqu'à West Street pour ensuite tourner vers le nord en suivant West Street, Northwestern Avenue et Michigan Road jusqu'au nord-ouest de la ville.
Désormais, comme la majorité des routes numérotées à Indianapolis, la US 421 rejoint l'I-465 qui contourne la ville. Elle la rejoint vers le nord. Dès son entrée sur cette route, elle rencontre l'I-69, la US 31, la US 36 et la US 40. Peu après, la US 52 s'ajoute. La US 40 quitte, suivie de la US 36, puis l'I-69. La route bifurque tranquillement vers l'ouest et la US 31 quitte le multiplex. Au coin nord-ouest, c'est au tour de la US 421 de quitter la route. Elle atteint Kirklin, Frankfort, Rossville, Delphi, Monticello, Reynolds, Meaderyville, Wanatah et Westville jusqu'à Michigan City. À la jonction avec la US 20, au sud de la ville, elle prend fin. La route se poursuit quelques miles vers le nord sur Franklin Street jusqu'à la US 12, aux rives du Lac Michigan. Il s'agit d'un segment de la route qui a été tronqué.

## Intersections majeures
Caroline du Nord
Stationnement à Federal Point
 US 117 à Wilmington
 US 76 à Wilmington. Les routes forment un multiplex jusqu'à Eagle Island.
 US 17 / US 74 sur Eagle Island. La US 17 / US 421 forment un multiplex jusqu'à l'ouest de Wrightsboro. La US 74 / US 421 forment un multiplex jusqu'au sud-ouest de Hightsville.
 I-140 près de Wrightsboro
 US 701 près de Clinton. Les routes forment un multiplex jusqu'à Clinton.
 US 13 à Spivey's Corner
 I-95 à Dunn
 US 301 à Dunn
 US 401 à Lillington. Les routes forment un multiplex dans la ville.
 US 1 / US 15 / US 501 à Sanford
 US 64 à Siler City
 I-85 à Greensboro. Les routes forment un multiplex jusqu'au sud de Greensboro.
 I-73 / US 220 à Greensboro. L'I-73 / US 421 forment un multiplex dans la ville.
 US 29 à Greensboro
 US 70 près de Greensboro
 I-40 / I-840 à Greensboro. L'I-40 / US 421 forment un multiplex jusqu'à l'ouest de Greensboro.
 I-74 à Kernersville
 US 158 à Winston-Salem. Les routes forment un multiplex dans la ville.
 US 52 à Winston-Salem
 I-40 à Winston-Salem
 US 601 à Yadkinville
 US 21 à Brooks Crossroads
 I-77 près de Hamptonville
 US 221 près de Deep Gap. Les routes forment un multiplex jusqu'à Boone.
 US 321 à Boone. Les routes forment un multiplex jusqu'au nord de Vilas.
Tennessee
 US 11E / US 19 à Bristol. Les routes forment un multiplex jusqu'à Bristol, Virginie.
Virginie
 US 11 / US 11W à Bristol. La US 11W / US 421 forment un multiplex dans la ville.
 I-81 / US 58 à Bristol. La US 58 / US 421 forment un multiplex jusqu'au sud-est de Woodway.
 US 23 à Weber City. Les routes forment un multiplex jusqu'à Duffield.
Kentucky
 US 119 à Baxter. Les routes forment un multiplex jusqu'au nord-est de Baxter.
 US 25 près de Richmond. Les routes forment un multiplex jusqu'à Lexington.
 I-75 à Richmond
 I-75 près de Lexington. Les routes forment un multiplex jusqu'à Lexington.
 US 60 à Lexington. Les routes forment un multiplex dans la ville.
 US 27 / US 68 à Lexington
 US 62 près de Lexington. Les routes forment un multiplex jusqu'à Midway.
 US 60 à Frankfort. Les routes forment un multiplex dans la ville.
 US 460 à Frankfort
 US 127 à Frankfort. Les routes forment un multiplex dans la ville.
 I-71 près de Campbellsburg
 US 42 à Bedford. Les routes forment un multiplex dans la ville.
Indiana
 US 50 à Versailles. Les routes forment un multiplex dans la ville.
 I-74 près de Greensburg. Les routes forment un multiplex jusqu'à Indianapolis.
 I-69 / I-465 / US 31 / US 36 / US 40 à Indianapolis. L'I-69 / I-465 / US 36 / US 40 / US 421 forment un multiplex dans la ville. La US 31 / US 421 forment un multiplex jusqu'à Carmel.
 US 52 à Indianapolis. Les routes forment un multiplex dans la ville.
 I-70 à Indianapolis
 US 24 à Monticello. Les routes forment un multiplex jusqu'à Reynolds.
 US 30 à Wanatah
 US 6 près de Westville. Les routes forment un multiplex jusqu'à Westville.
 I-80 / I-90 près d'Otis
 I-94 près de Michigan City
 US 20 à Michigan City